# Passerella unalaschcensis
El chingolo fuliginoso (Passerella unalaschcensis) es una especie de ave paseriforme de la familia Passerellidae endémica del oeste de América del Norte. 
Anteriormente se consideraba conespecífico del chingolo zorruno. Habita en regiones costeras del oeste de Norteamérica, y cría desde las islas Aleutianas hasta el extremo noroeste de Washington. Prefieren nidificar en zonas de sauces y alisos al borde de los hábitats húmedos. 

## Descripción
El chingolo fuliginoso varía la tonalidad del color de su plumaje clinalmente. Sus partes superiores y cabeza son de un tono de pardo variable y en las partes inferiores presentan veteado del mismo color sobre fondo blanco. Los individuos del extremo norte son de color son de tonos terrosos, mientras que los del sur son pardos oscuro. 
Su llamada consiste en un áspero zitt.

## Taxonomía

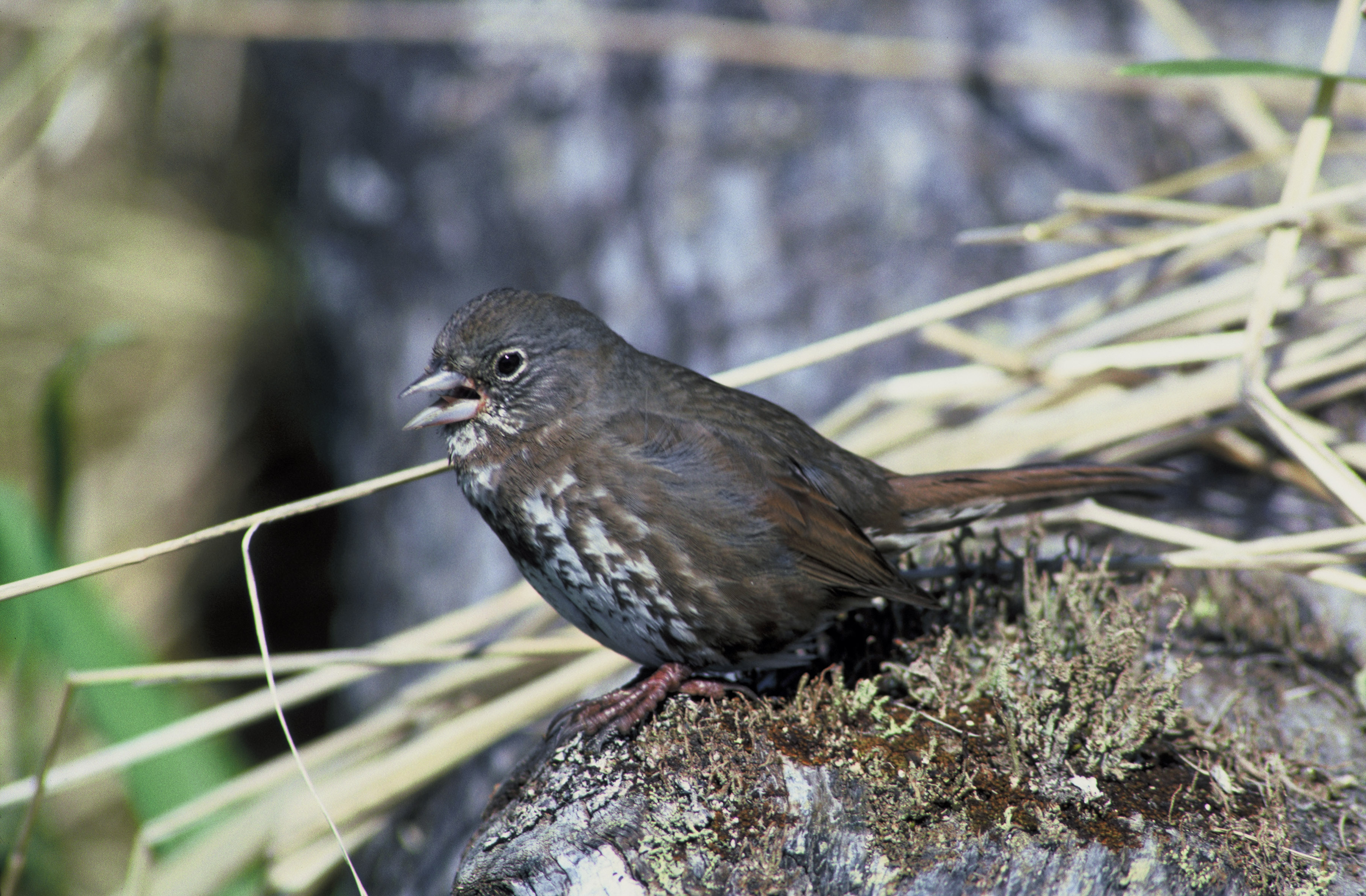
P. u. insularis en la isla de Kodiak.

Anteriormentes se incluían esta especie, como todas las del género, dentro de la especie del chingolo zorruno (Passerella iliaca), pero en 2003 los estudios genéticos demostraron que se trataba de un complejo críptico de especies que tenía que dividirse. Por ello, se escindieron como tres especies separadas las antiguas subespecies del oeste y centro de Norteamérica, una de ellas el chingolo fuliginoso. 
Se reconocen las siguientes subespecies de chingolo fuligonoso:
- P. u. unalaschcensis (Gmelin, 1789):

Cría desde la isla Unalaska (islas Aleutianas) a las islas Shumagin y Semidi y la adyacente península de Alaska. Pasa el invierno desde el sur de la Columbia Británica hasta el sur de California, raramente más al sur.
Existen dos grupos distintos conocidos por sus zonas de invernada: los pájaros gris parduzco con picos más largos y puntiagudos, y los grises plomo más oscuros con picos más anchos y menos apuntados. Parece que intergradan con sinuosa e insularis donde se encuentran sus distribuciones.
- P. u. townsendi (Audubon, 1838):

Cría en la costa pacífica desde la Bahía de los Glaciares a las islas de la Reina Carlota. Pasa el invierno al sur de su área de cría, hasta el centro de California.
Mucho más oscuro y castaño que unalaschcensis, con el moteado del pecho más grande y denso similar al de fuliginosa.
- P. u. fuliginosa Ridgway, 1899:

Cría al sur del río Stikine hasta el noroeste de Washington. Pasa el invierno dede el suroeste de la Columbia Británica hasta la costa del centro de California.
Más oscuro y negruzco que townsendi, con moteado más grande y denso en el pecho.
- P. u. annectens Ridgway, 1900:

Cría a lo largo de la costa pacífica desde el norte de la bahía de Yakutat a Cross Sound. Pasa el invierno en la costa del centro de California.
Intermedia entre sinuosa y townsendi.
- P. u. insularis Ridgway, 1900:

Cría únicamente en la isla Kodiak. Pasa el invierno el la costa pacífica más meridional, llegando al sur de California.
Tiene un plumaje castaño más cálido y uniforme en las partes superiores, y con un moteado pardo intenso en el pecho, las coberteras de la parte inferior de la cola tienen tonos anteados.
- P. u. sinuosa Grinnell, 1910:

Cría alrededor de canal del príncipe Guillermo y la península de Kenai además de la isla Middleton. Pasa el invierno en las costas pacíficas del sur de California.
Intermedia entre unalaschcensis y insularis, pero con el pico notablemente más fino que cualquiera de ellas.
- P. u. chilcatensis Webster, 1983:

Cría entre el área del río Chilkat a Tewart y sus alrededores (Columbia Británica), y pasa el invierno en la costa, principalmente entre Oregón y la región de la bahía de San Francisco.
Parecida a fuliginosa, pero de tonos más apagados y con la cola más corta.